# Don't Wanna Go to Bed Now
Don't Wanna Go to Bed Now este cel de-al doilea single extras de pe albumul de debut al cântăreței Gabriella Cilmi. A fost promovată numai în Australia; piesa beneficiază și de un videoclip..

## Ordinea pieselor
1. Don't Wanna Go to Bed Now
2. Sweet About Me (live)
3. Cry Me a River (live)

## Poziții în clasamente
| Clasamentul                   | Cea mai înaltă poziție ocupată |
| ----------------------------- | ------------------------------ |
| ARIA Singles Chart            | 29                             |
| ARIA Physical Singles Chart   | 22                             |
| ARIA Australian Singles Chart | 7                              |